# Monte Escobedo (kommun)
Monte Escobedo är en kommun i Mexiko.   Den ligger i delstaten Zacatecas, i den centrala delen av landet, 600 km nordväst om huvudstaden Mexico City. Antalet invånare är 9 129. Arean är 1 592 kvadratkilometer.
Terrängen i Monte Escobedo är kuperad åt nordost, men åt sydväst är den bergig.
Följande samhällen finns i Monte Escobedo:
- Monte Escobedo
- María de la Torre
- Adjuntas del Refugio
- Fraccionamiento COPROVI
- El Capulín de los Ruiz
- Colonia Potrero Nuevo
- San Bartolo